# كارلوس لاك
كارلوس لاك (بالإنجليزية: Carlos Lake)‏ هو لاعب كرة قدم بريطاني، ولد في 1 ديسمبر 1967 في أنغويلا في المملكة المتحدة. شارك مع منتخب أنغويلا لكرة القدم. أما مع النوادي، فقد لعب مع Roaring Lions FC ‏.

## وصلات خارجية
- كارلوس لاك على موقع ناشيونال فوتبول تيمز (الإنجليزية)